# Aquatica (Florida)
Koordinaten: 28° 32′ 14″ N, 81° 22′ 32″ W

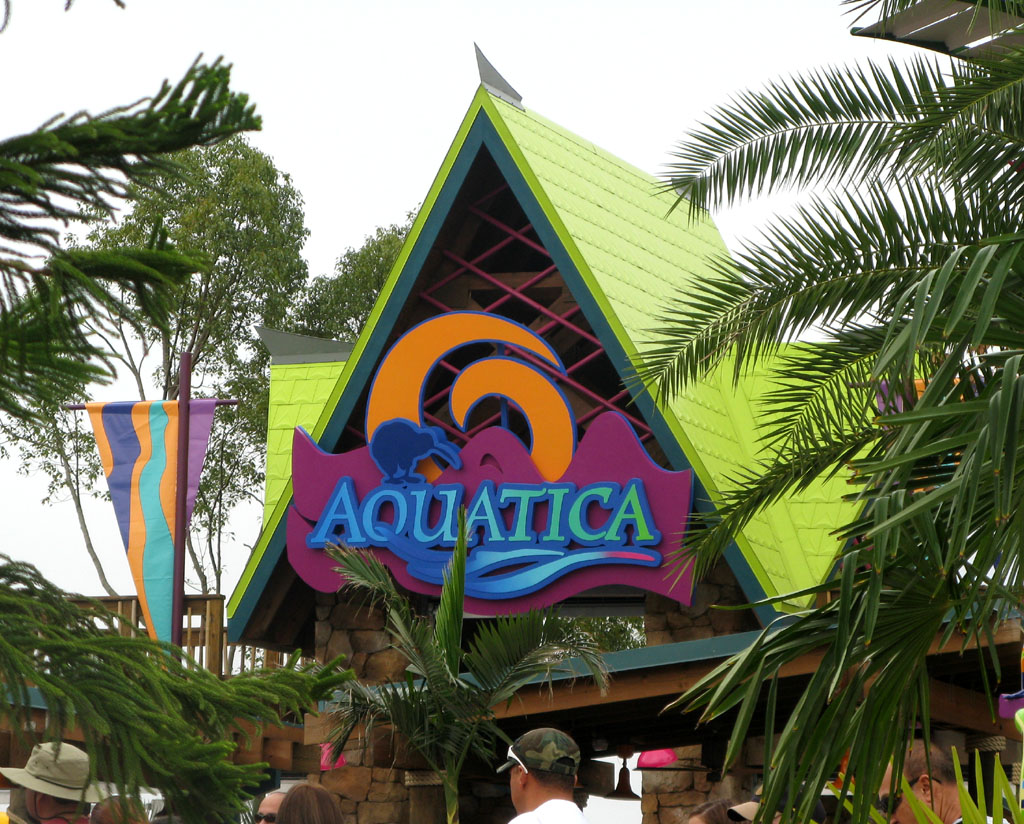
Eingang zu Aquatica

Aquatica ist ein etwa 20 ha großer Wasserpark in Orlando, Florida. Der erste Teil des Parks wurde am 1. März 2008 eröffnet, die eigentliche Eröffnung war am 4. April 2008. Es ist neben SeaWorld Orlando und Discovery Cove der dritte Freizeitpark der SeaWorld-Gruppe in Orlando. Die SeaWorld-Freizeitparks gehören zu SeaWorld Parks & Entertainment, einem Tochterunternehmen der Blackstone Group.
Der Freizeitpark Aquatica besteht unter anderem aus 36 Wasserrutschen, sechs Flüssen und mehreren Lagunen. Die landschaftliche Gestaltung des Parks lehnt sich an die Landschaften von Neuseeland, Australien und Neuguinea an. Die Hauptattraktion ist eine Wasserrutsche, mit der man durch eine durchsichtige Röhre durch eine kristallblaue Lagune mit Commerson-Delfinen und anderen Tieren fährt.
Diese Delfine wurden gewählt, da sie mit ihrer schwarzweißen Zeichnung dem Symbol von SeaWorld, dem Orca Shamu ähnlich sehen.
Aquatica ist der erste vollkommen neu errichtete Freizeitpark in Zentral-Florida seit dem Jahr 2000 (Eröffnung von SeaWorlds Discovery Cove).

## Attraktionen

### Körperrutschen

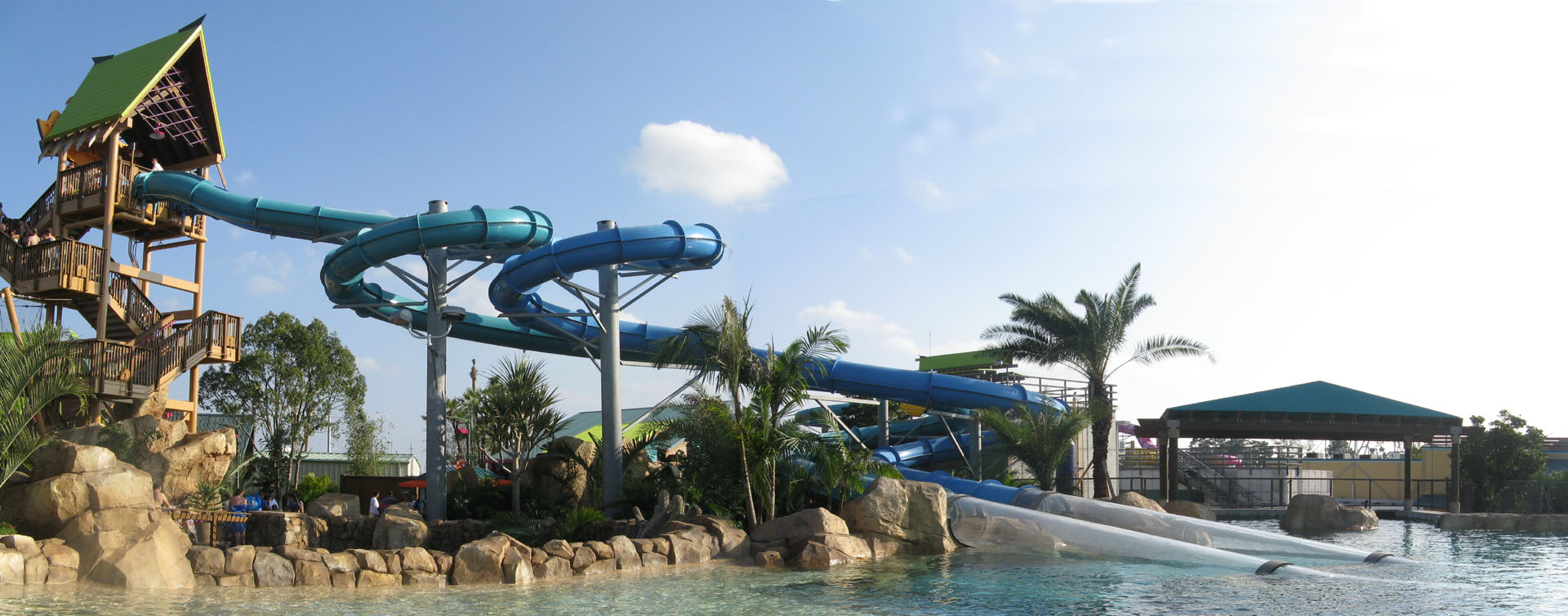
Die Hauptattraktion des Parks: The Dolphin Plunge

Dolphin Plunge
Dolphin Plunge ist die populärste Attraktion des Parks. Nach dem Start rutscht man in den zwei parallel laufenden geschlossenen Röhren zuerst in einen Kreisel, um anschließend in durchsichtigen Röhren durch ein Delfinbecken, in dem vier Commerson-Delfine schwimmen, zu rutschen.

### Mattenrutschen

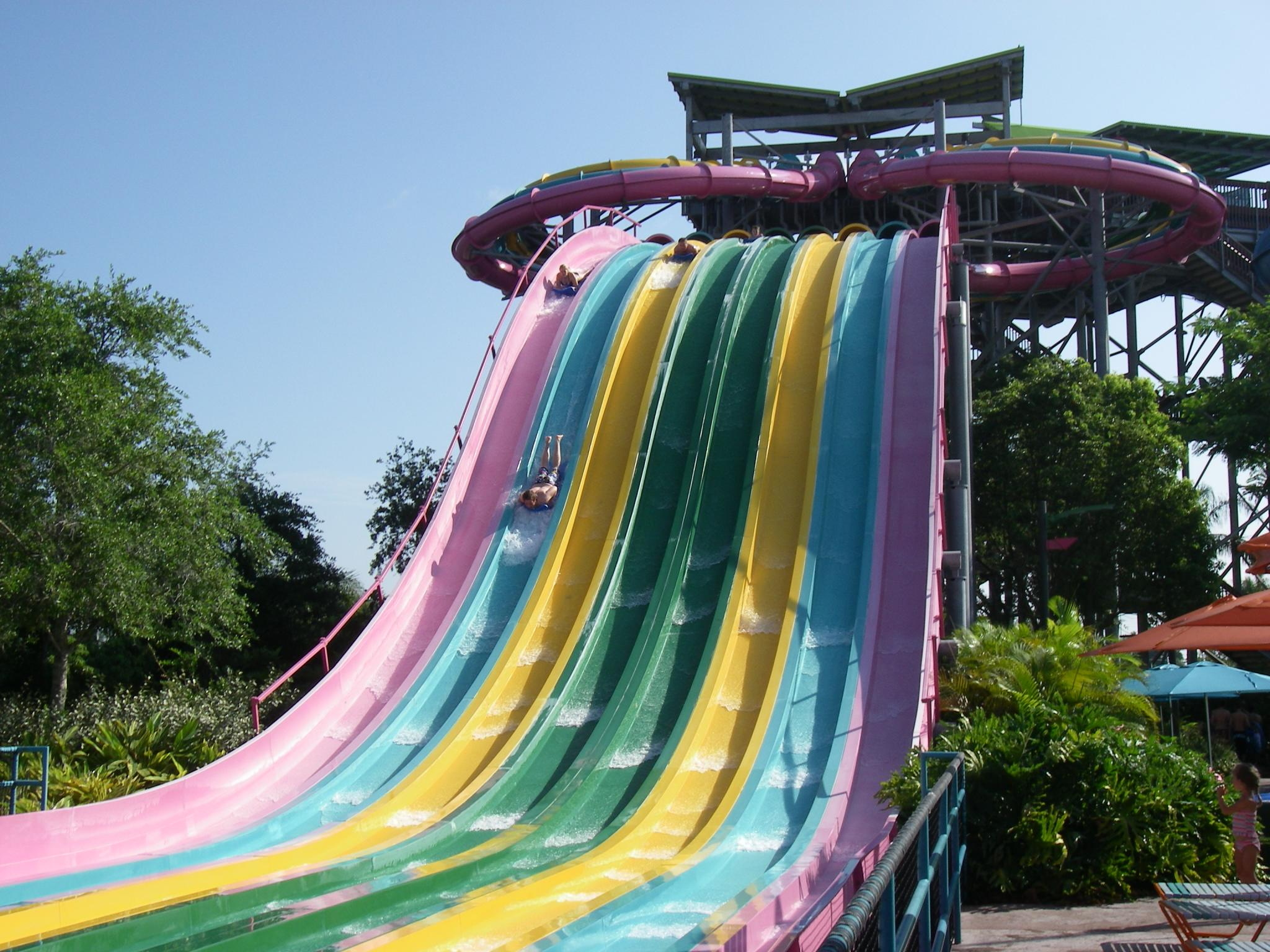
Taumata Racer
Taumata Racer ist eine achtspurige Mattenrutsche, auf der, auf einer Gummimatte liegend, zuerst ein Kreisel und danach ein steiler Abhang mit dem Kopf voran durchrutscht wird. Die Besonderheit an dieser Rutsche ist, dass durch die parallel laufenden Bahnen ein Wettkampfcharakter erzeugt wird. Taumata ist die Abkürzung für Taumatawhakatangihangakoauauotamateaturipukakapikimaungahoronukupokaiwhenuakitanatahu, den Māori-Namen eines 305 m hohen Hügels in Neuseeland.

### Reifenrutschen
Whanau Way
Whanau Way ist eine vierfache Reifenrutsche. Die vier halb offenen Röhren, die mithilfe eines zweisitzigen Reifens durchfahren werden, sind zur Mitte des Startturms gespiegelt angeordnet. Whānau bedeutet in der Sprache der Māori Großfamilie.
Tassie’s Twisters
Tassie’s Twister liegt auf der Insel im Park, die von der Loggerhead Lane umschlossen wird. Die Besonderheit dieser Rutsche liegt darin, dass sie das besondere Element eines Trichters besitzt. Nach einem kurzen Stück in einer geschlossenen Röhre kommt man in diesen Trichter und rutscht so lange im Kreis, bis man langsamer wird und durch das Loch in der Mitte des Trichters in ein Auffangbecken fällt. Zu Tassie’s Twisters gehören zwei dieser geschilderten Fahrtabläufe, die von einem Startturm abgehen.
Walhalla Wave & HooRoo Run
Walhalla Wave & HooRoo Run sind zwei Reifenrutschen, die zu ein und derselben Anlage gehören und mit denselben viersitzigen Reifen befahren werden. Beide Rutschen enden im selben Auffangbecken. Von diesem Auffangbecken führt in der Mitte der beiden Rutschen ein mechanischer Lift für die Reifen nach oben. Walhalla Wave ist eine sehr verschlungene Rutsche mit vielen Kurven, die im oberen Streckenabschnitt offen und im unteren geschlossen ist. HooRoo Run ist eine sehr schnelle Rutsche ohne Kurven, die sich durch ihre wechselnden Abwärtsgefälle auszeichnet.

### Strömungskanäle

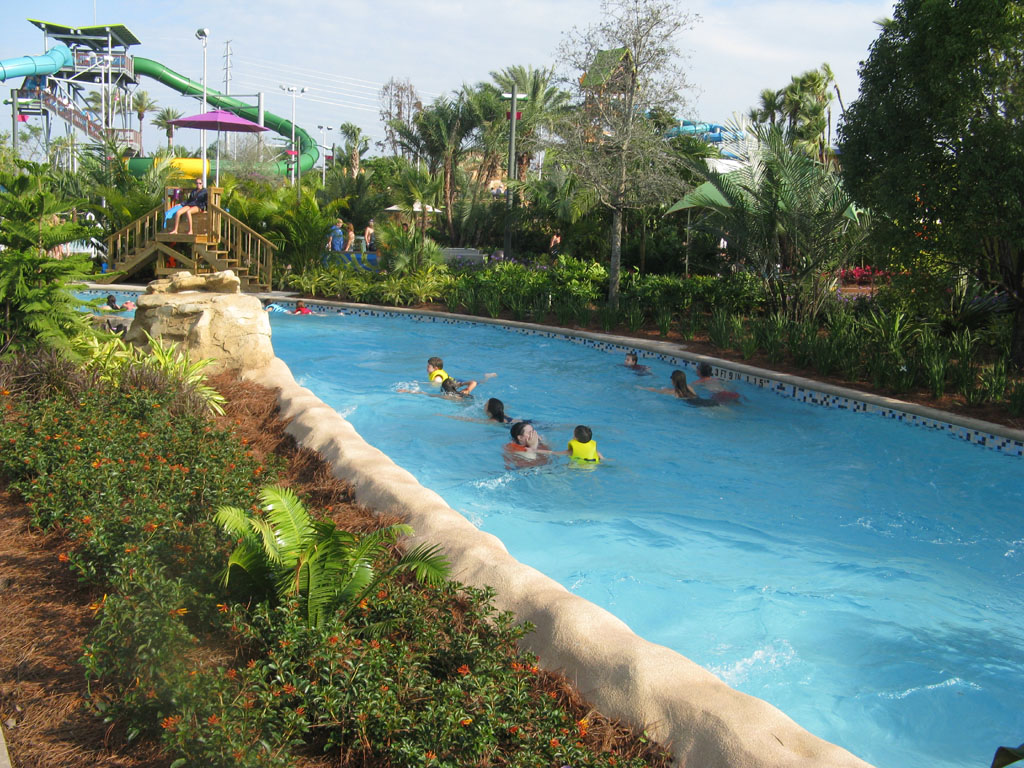
Der Lazy River Roa′s Rapids

Roa′s Rapids
Roa′s Rapids ist ein schneller Fluss durch aufgewirbelte Gewässer und hohe Wellen, entlang von Geysiren und Wasserwirbeln. Er nimmt den zentralen Platz des Parks ein.
Loggerhead Lane
Dieser Strömungskanal führt langsam durch eine Grotte mit Buntbarschen. Von hier aus hat man den besten Blick auf die Dolphin Plunge mit den Commerson-Delfinen. Außerdem kommt man von hier auch in Tassie′s Twister.

### Wellenbäder
Die beiden Wellenbäder haben eine Größe von etwa 7.400 m², Die Strände sind mit Liegen und Schirmen ausgestattet.
Cutback Cove
Dieses Wellenbad hat stärkere und größere Wellen.
Big Surf Shores
Dieses Wellenbad hat sanftere und rollendere Wellen.

### Bereiche für Kinder
Kata’s Kookaburra Cove
Kata’s Kookaburra Cove ist eine kleinere Rutsche für Kinder.
Walkabout Waters
Walkabout Waters ist eine Art Klettergerüst in einem flachen Pool mit Rutschen und Leitern.

## Chronologie
| 5. März 2007  | – auf einer Pressekonferenz wird offiziell der Bau von Aquatica bekannt gegeben |
| Februar 2007  | – Preview des Parks für Presse und Dauerkarteninhaber                           |
| 1. März 2008  | – Voreröffnung des Parks für alle Gäste                                         |
| 4. April 2008 | – große Eröffnung des Parks                                                     |

## Aquatica Dubai
Am 28. Februar 2008 gab die Busch Entertainment Corp. in SeaWorld Orlando bekannt, dass im Jahr 2012 ein weiterer Park in Dubai (VAE) eröffnet werden soll.